# Ликшин Василь Сергійович
Ликшин Василь Сергійович (рос. Ликшын Василий Сергеевич 27 січня 1987, Горки-2, Одинцовський район, Московська область, Російська Федерація — 18 жовтня 2009, Москва
, Російська Федерація) — російський актор, який здобув популярність після виходу серіалу «Громови» і фільму «Сволота».

## Біографія
Василь народився в 1987 році в смт Горки-2. Його батьків — Тетяну В'ячеславівну і Сергія Володимировича Лыкшиных позбавили батьківських прав рішенням Одинцовського міського суду від 20 травня 1994 року. 1 вересня того ж року Василь Ликшин був направлений в Зайцевський дитячий будинок, розташований в Одинцовському районі, «для проживання та подальшого навчання».
З грудня 1999 року Василь Ликшин перебував на обліку за вчинення дрібного хуліганства, неодноразово обговорювався на засіданнях комісії у справах неповнолітніх Одинцовського району. 19 грудня 2001 року комісія у справах неповнолітніх і захисту їх прав Одинцовського району ухвалила перше рішення про необхідність направлення Васі Ликшина в спеціальне училище після крадіжки канцтоварів з класу дитячого будинку, що трапилася 27 листопада 2001 року.
У 2002 році, коли Василю Ликшину було 15 років, режисер Світлана Стасенко запросила його спробувати себе в кіно і дала йому одну з головних ролей у фільмі «Ангел на узбіччі».
15 березня того ж року ухвалою Одинцовського міського суду Московської області від 4 березня 2002 року він був направлений для виховання в Себезьке спеціальне професійне училище № 1 закритого типу строком на 1 рік 6 місяців за скоєння суспільно небезпечного діяння в ніч на 3 січня 2002 року, передбаченого статтею 213 частини 1 КК РФ (хуліганство)
В грудні 2002 року, за клопотанням училища і кіногрупи фільму «Ангел на узбіччі», рішенням Себезького районного суду перебування Василя Ликшина в спецучилищі було припинено достроково. Пізніше Світлана Стасенко оформила над ним опікунство.
У віці 18 років Василь вирішив повернутися жити до матері, братам і сестрі. Брати — Павло (1985 р. н.) і Валерій (28 травня 1996 р.), сестра Анастасія (27 квітня 1984 — померла 14 жовтня 2012)
Помер від серцево-судинної недостатності у ніч на 18 жовтня 2009 року.
Був одружений. Вдова — Олена (28 травня 1982, Калуга), дочка Кіра (3 січня 2009 р.), прийомний син (старший син Олени) — Микита (11 січня 2002 р.р.).

## Нагороди
- Лауреат Премії Young Artist Awards (США, 2004)[1]

## Фільмографія
| Рік  |   | Назва              | Роль                      |    |
| ---- | - | ------------------ | ------------------------- | -- |
| 2004 | ф | Ангел на узбіччі   | Мишко в дитинстві         | ру |
| 2006 | ф | Сволота            | Лаврик                    | ру |
| 2006 | с | Громови            | Олександр Громов          | ру |
| 2008 | с | Громови. Дім надії | Олександр Громов          | ру |
| 2008 | с | Поштар             | п'яний хлопець в під'їзді | ру |
| 2009 | с | Ранетки            | Олексій Смірнов           | ру |
| 2009 | с | Дім на Озерній     | Юрій Дедюхін              | ру |